# Pingstförsamlingen i Jyväskylä
Pingstförsamlingen i Jyväskylä (Jyväskylän helluntaiseurakunta) är en pingstförsamling i Jyväskylä i Finland. Församlingen grundades 1926. Första kyrkan, Siion, invigdes på Lyseogatan 3 i Jyväskylä. Nuvarande kyrkan ligger på Okkerinkatu 2.

## Föreståndare
- 1928–1930: Aabel Yrjölä
- 1933–1949: Akseli Puhakainen
- 1949–1952: Rafael Öhberg
- 1952–1947: Uuno Palonen
- 1957–1958: William Uotinen
- 1958–1969: Eino Välipakka
- 1969–1977: Lauri Kuitunen
- 1977–1984: Mauri Hotakainen
- 1985–2005: Toivo Haapala
- 2005–2012: Vesa Pylvänäinen
- tf. 2013: Samuel Tedder
- 2013–2019: Jyrki Palmi
- 2019→ Esa Hyvönen